# نورسنجی (اخترشناسی)

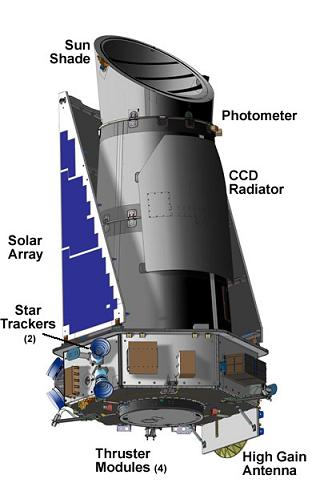
شیدسنج فضایی ماموریت کپلر

نورسنجی (به انگلیسی: Photometry) یک تکنیک و فن است در اخترشناسی که در ارتباط است با اندازه‌گیری شار یا شدت نور تابیده توسط جرم‌های اخترشناختی.

## ریشه‌شناسی
واژه photometry, از یونانی photo- ("شید، نور") و -metry ("اندازه‌گرفتن، سنجش") ساخته شده که در زبان فارسی به آن نورسنجی یا شیدسنجی گویند.